# Brzeg
Brzeg [ˈbʒɛk], (deutsch Brieg) (schlesisch Brigg, schlonsakisch Brzyg), ist Kreisstadt im Powiat Brzeski der Woiwodschaft Opole in Polen. Von 1311 bis 1675 war Brieg Residenzstadt des Herzogtums Brieg und von 1907 bis 1945 Kreisfreie Stadt im Deutschen Reich.

## Geographische Lage

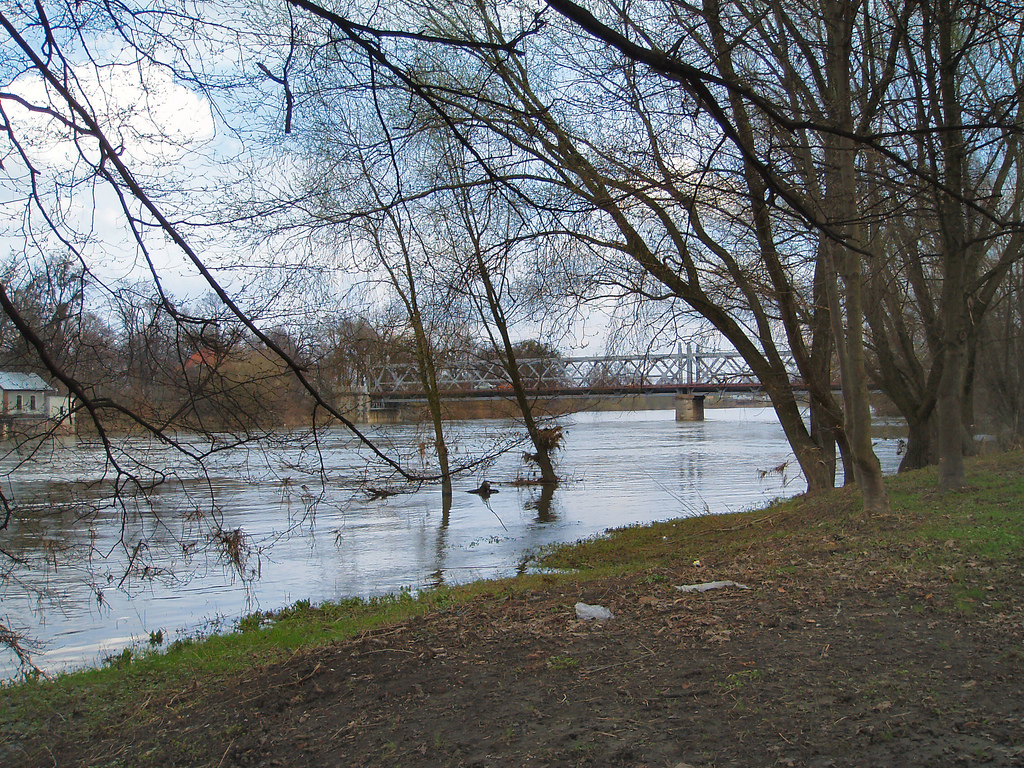
Die Oder in Brzeg

Die Stadt liegt am linken Ufer der Oder 148 m über dem Meeresspiegel, 42 Kilometer südöstlich von Breslau, etwa auf halbem Wege zwischen Breslau und Oppeln.
Die Stadt geht auf ein bereits um 1200 bestehendes Fischerdorf „Wissoke Brzegh“ („hohes Ufer“) zurück, das hochwassersicher am hohen Ufer eines alten Oderübergangs angelegt worden war – in mittelalterlichen Urkunden wurde sie deswegen auch als „civitas altae ripae“ bezeichnet. Das Dorf wurde später ebenso wie eine alte hölzerne Burg in die Stadtbefestigung einbezogen.
Das Motiv für die Neugründung der Stadt an dieser Stelle dürfte die günstige Lage an einem wichtigen Straßenkreuz gewesen sein: Von Nordwest nach Südost führte auf dem erhöhten Südufer der Oder eine wichtige Straße, die Verlängerung der „Hohen Straße“ (auch Via Regia genannt) von Breslau nach Oppeln, die sich in Oberschlesien gabelte, einerseits nach Krakau weiterführte, andererseits nach Wien und nach Ungarn durch die Mährische Pforte abzweigte. Diese Straße kreuzte in Brieg den Süd-Nord-Weg, der von Prag über Glatz, Nimptsch und Strehlen führte und nach der Oderquerung bei Brieg weiter nach Gnesen und dann zur Ostsee verlief.

## Geschichte

### Gründung der Kolonistenstadt
Die Stadt Brieg wurde im Zuge der mittelalterlichen Ostkolonisation vor 1250 nach deutschem (Halle-Neumarkter) Recht gegründet. Gründer waren die vom regierenden Piastenherzog beauftragten Lokatoren Gerkinus von Goldberg, Ortlif und Heinrich von Reichenbach. Letzterer schenkte der jungen Stadt sein Familienwappen, die Wolfssense, als Stadtwappen. Die Gründungsurkunde ist nicht überliefert, wohl aber die Verkaufsurkunde aus dem Jahre 1250, die Herzog Heinrich III. dem Lokator Konrad von Neiße ausstellte, der den dritten noch lebenden Lokator Ortlif ablöste. Diese sogenannte Frankenberger Urkunde, die durch einen Editionsfehler des bekannten Leipziger Historikers Kötzschke jahrelang für die Gründungsurkunde gehalten wurde, enthält die wichtigsten Bestimmungen der Gründungsurkunde im Auszug. Das gitterförmig angelegte Straßennetz mit dem Ring und dem Rathaus als Mittelpunkt wurde in ovaler Form von einer Stadtmauer umschlossen. Die rechtwinklige Anlage der Innenstadt mit dem großen Ring, typisch für eine ostdeutsche Kolonisationsstadt, ist auf die sich kreuzenden bedeutenden Wirtschaftswege zurückzuführen. Die Ummauerung wurde um 1300 erneuert und im Dreißigjährigen Krieg, vor allem aber nach der preußischen Besitzergreifung 1742, durch Bastionen verstärkt.

### Residenzstadt eines piastischen Teilherzogtums

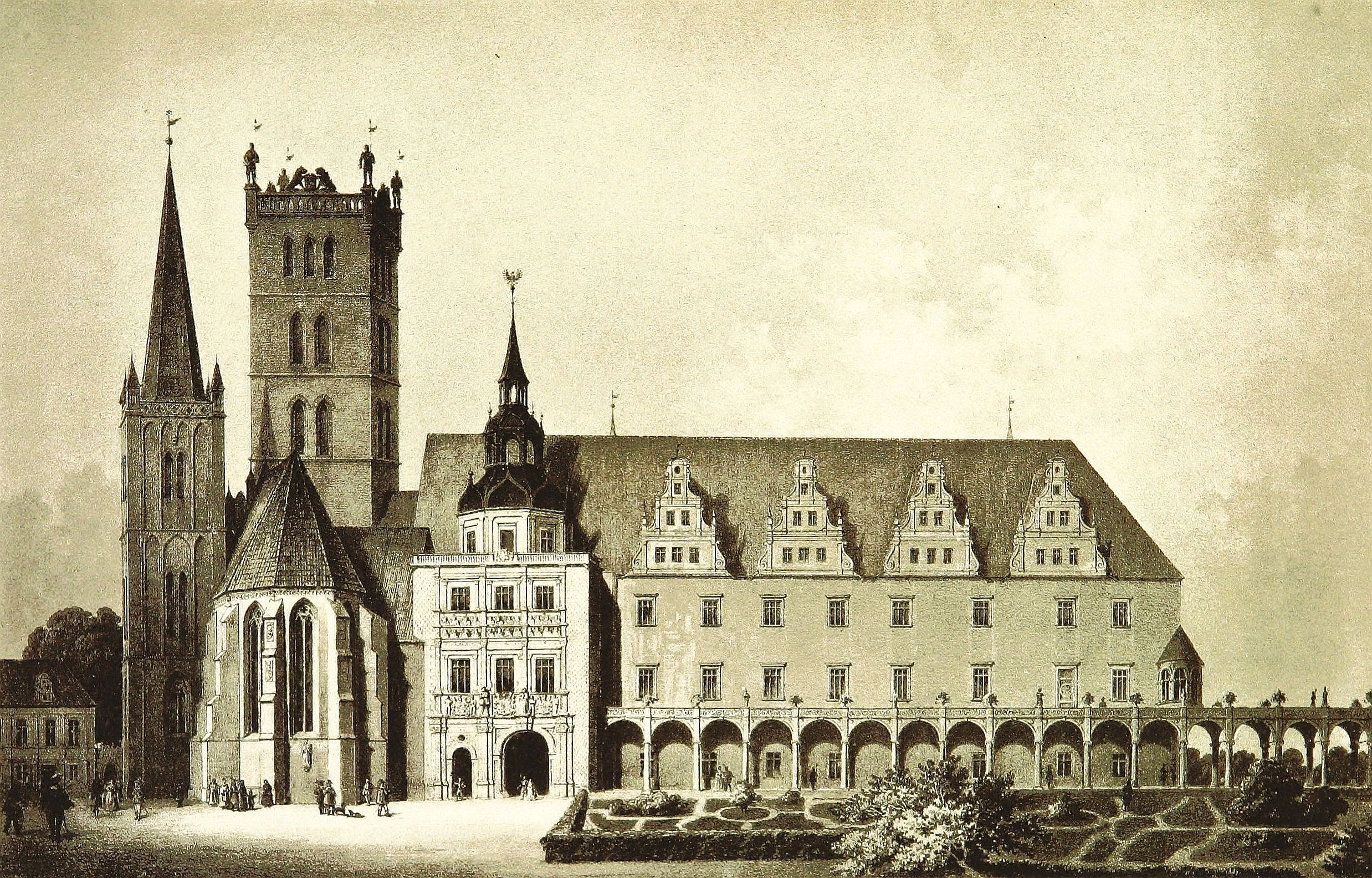
Das Piastenschloss

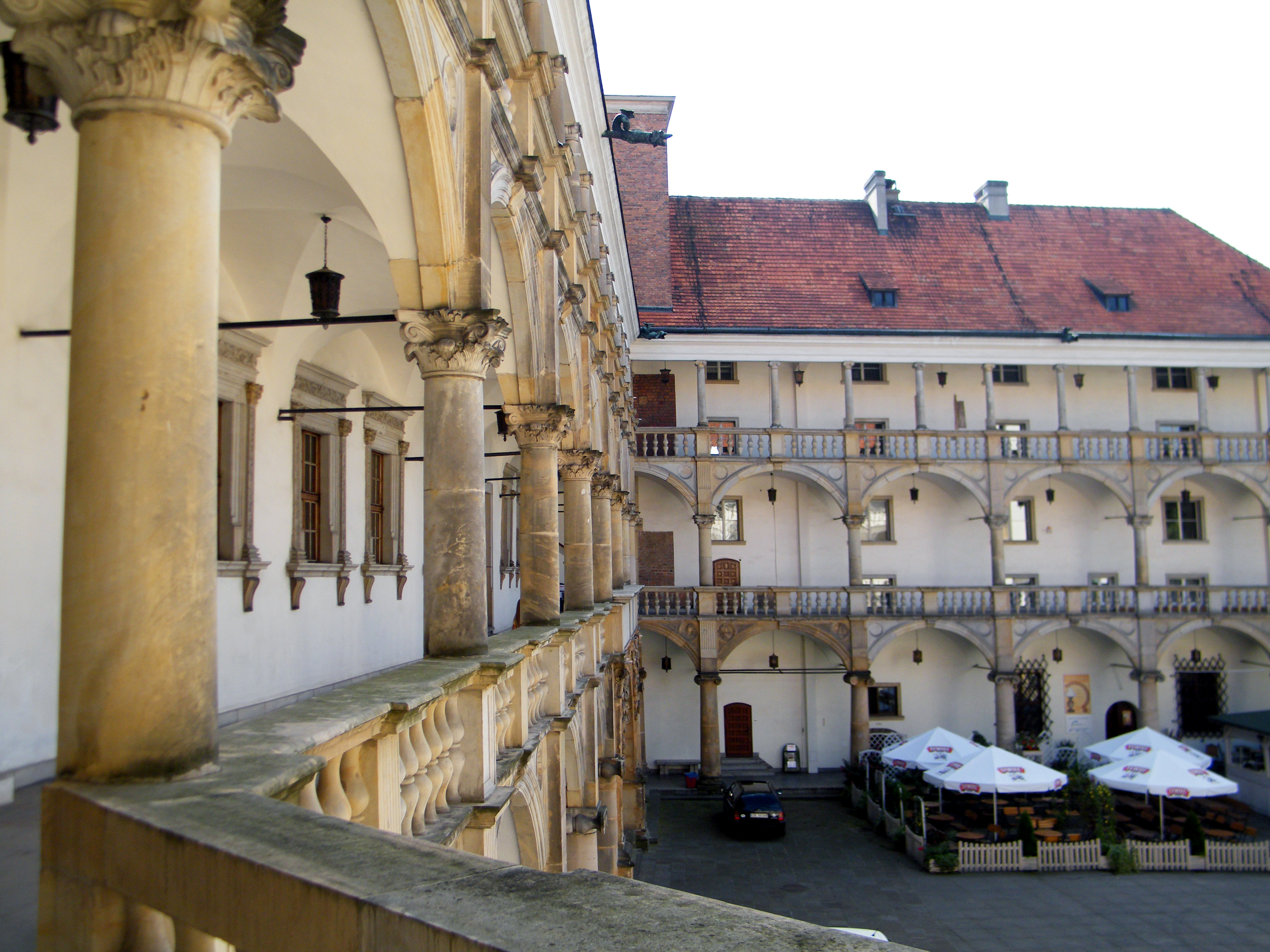
Der Arkadenhof im Piastenschloss

Von 1311 bis 1675 war das an der „Hohen Straße“ gelegene Brieg die Residenz der Herzöge von Brieg, Liegnitz-Brieg und Liegnitz-Brieg-Wohlau, also von Teillinien der schlesischen Piasten, und lag seit 1335 in den Grenzen des Heiligen Römischen Reichs. Unter Herzog Ludwig I. (1352–1398) wurden die wichtigsten gotischen Bauten der Stadt errichtet oder zumindest begonnen: die kath. Schloss- oder Hedwigskirche (1389), die der Sitz eines Kollegiatstiftes war und deren Gruft bis 1945 sieben prachtvolle Piastensärge barg (heute im Schloss), und die evang. Stadtpfarrkirche St. Nikolai (1370–1417), eine dreischiffige Pfeilerbasilika, deren beide wuchtigen Türme 1885 neugotische Helme erhielten. Ihre 1724 bis 1730 von dem Breslauer Michael Engler erbaute Barockorgel gehörte zu den schönsten und musikgeschichtlich zu den bedeutendsten ihrer Art in ganz Deutschland.

### Blütezeit in der Renaissance
In den Jahren 1428 bis 1432 wurde Brieg mehrfach von Hussiten geplündert und gebrandschatzt. Wesentlich stärker als von der Gotik wurde das in diesen Hussitenkriegen stark zerstörte Brieg anschließend durch die Renaissance geprägt, vor allem unter Herzog Georg II. (1547–1586), unter dem die Stadt wohl ihre Blütezeit erlebte. Noch Herzog Friedrich II., der die Reformation eingeführt hatte, legte 1544 den Grundstein zum Schlossbau, den Georg II. mit großem Eifer vorantrieb. Unter Leitung oberitalienischer Baumeister (Jakob Pahr oder Bavor, Bernhard Niuron) wurde im Brieger Schloss das „reichste und durchgebildetste Beispiel der Renaissance im Osten“ (G. Grundmann) geschaffen.

### Italienische Künstlerkolonie im 16. Jahrhundert

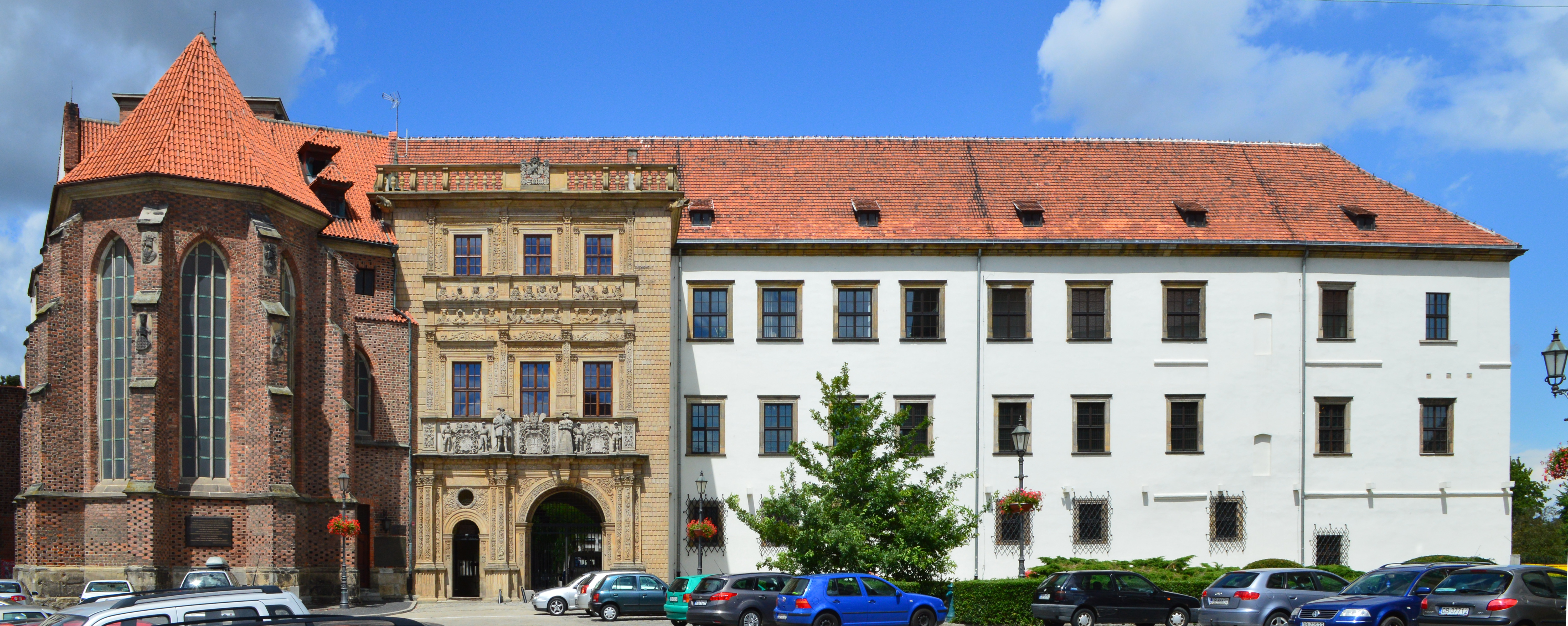
Das Piastenschloss

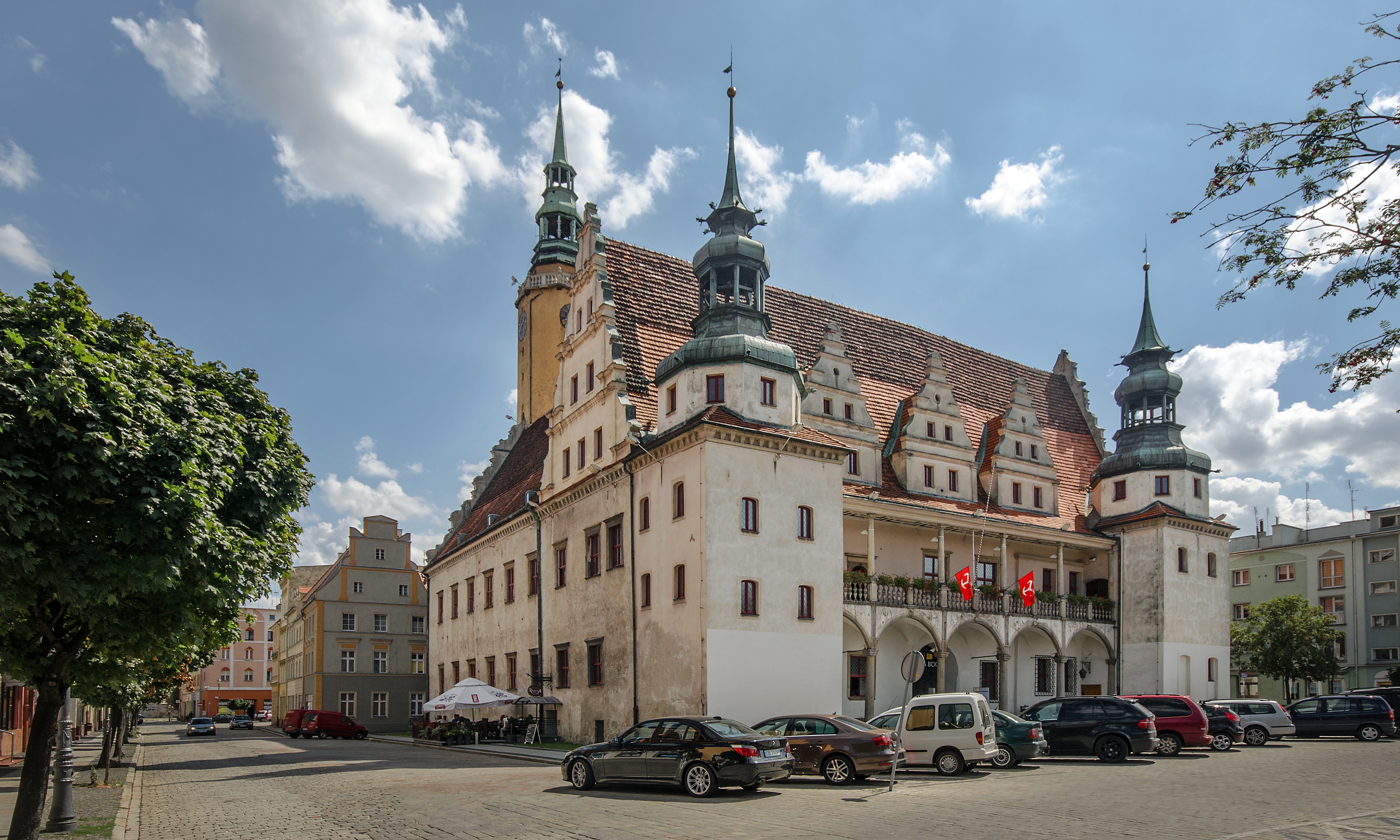
Das Rathaus in Brzeg wurde zwischen 1570 und 1577 im Renaissancestil erbaut.

Der florierende Fürstenhof in Brieg zog seit der Mitte des 16. Jahrhunderts Künstler und Bauhandwerker speziell aus Italien an. Seit 1546 hielt sich nachweislich eine Vereinigung von oberitalienischen Architekten, Maurern und Steinmetzen in Brieg auf, zu denen auch die Niurons gehörten. Gegründet wurde die italienische Kolonie durch Antonio di Theodoro und Jakob Bavor d. Ä. Bavor (oder deutsch Jakob Pahr der Ältere) leitete mit seinem Bruder Peter Bavor von 1544 bis 1549 den Bau des Brieger Schlosses. Als Jacob Bavor d. Ä. 1576 Brieg in Richtung Mecklenburg verließ, um den Wiederaufbau von Schloss Güstrow zu beginnen, wurde Bernhard Niuron sein Nachfolger und Schwiegersohn. Weiteres bekanntes Mitglied der italienischen Künstlerkolonie in Brieg war der Maurer Hans Lucas Lugan. Er stammte aus Lugano, wurde dort um 1563 geboren. Lugan scheint von Georg II. aus Breslau abberufen worden zu sein, um 1585 unter der Oberleitung von Bernhard Niuron den Bau des herzoglichen Schlosses in Nimptsch zu übernehmen. Auch der deutsche Baumeister Kaspar Khune, bedeutendster deutscher Steinmetz in Brieg, schloss sich der italienischen Künstlerkolonie an, wurde zum Hofsteinmetzmeister ernannt und arbeitete auch als Baumeister. Auch der Bildhauer Giovanni Maria Nosseni (* 1544 in Lugano) gehörte zur Künstlerkolonie. Er arbeitete später mit Bernhard Niuron am Dresdner Schlossbau. Nosseni wurde 1563 zum Brieger Hofsteinmetzmeister ernannt. Er starb als kurfürstlich sächsischer Architekt 1620 in Dresden.
Die Koloniemitglieder verhalfen sich als frühe selbständige Unternehmer gegenseitig zu Arbeitsaufträgen und Einkommen weit über Schlesien hinaus. Neben ihrer Bautätigkeit, vor allem am Schloss und am Rathaus in Brieg, waren fast alle nebenher kaufmännisch tätig. So gelangten sie zu Ansehen und Vermögen und konnten sich mehr als fünfzig Jahre in der Stadt gegen die wachsende deutsche Konkurrenz durchsetzen.
Der herzogliche Baumeister Jakob Pahr (oder Bavor) leitete von 1564 bis 1569 auch den Neubau des unweit des Schlosses gelegenen Gymnasiums. Dieses ging auf eine Lateinschule zurück, die wiederum auf einer 1290 gegründeten Pfarrschule aufgebaut hatte.
Ebenso von Jakob Pahr und seinem Schwiegersohn Bernhard Niuron stammt das Rathaus, das nach dem Stadtbrand von 1569 im Renaissancestil (1570–1577) erbaut wurde. Den Dreißigjährigen Krieg haben noch mehrere Bürgerhäuser im Renaissancestil und das einzig erhaltene Tor der Stadtmauer, das Odertor (1596), überstanden.

### Die habsburgische und preußische Zeit

Das Herzogtum Brieg 1736

Nach dem Tode des letzten Piasten-Herzogs Georg Wilhelm im Jahre 1675 fiel Brieg zusammen mit dem Herzogtum als erledigtes Lehen an Böhmen, dessen Könige seit 1526 die Habsburger waren. Mit dem Absetzen und der Nichtanerkennung der Erbfolge von Georg Wilhelms unehelichem Sohn Martin ging sowohl die Piastendynastie als auch die große Zeit Briegs als Fürstenresidenz zu Ende. Brieg wurde, wie ganz Schlesien, österreichisch. Gegenüber den brandenburgischen Erbansprüchen, die aus dem Vertrag von 1537 herrühren, setzte sich Habsburg, dem die Piasten lehnsuntertänig waren, durch. Die Stadt hatte damals rund 3600 Einwohner, die fast durchgehend evangelisch waren. Die wenigen Katholiken bekamen die Hedwigskirche zugewiesen. 1680 ließen sich die ersten Jesuiten in der Stadt nieder und gründeten bald darauf ein eigenes Gymnasium, das bis 1776 bestand. Die Jesuiten begannen 1735 mit dem Bau der barocken Kreuzkirche, die 1746 eingeweiht, deren Türme aber erst 1856 vollendet wurden. Die Jesuiten setzten weitere barocke Akzente durch die Errichtung der Dreifaltigkeitssäule (1731) und der Statue des Hl. Nepomuk (1729) an der Oderbrücke.
In dem Maße, wie Brieg seine Bedeutung als Residenz einbüßte, ging auch die Eigenart der Stadt verloren. Im Jahre 1741 tobte vor den Toren der Stadt die Schlacht bei Mollwitz, die erste Schlacht des Schlesischen Kriegs, die der Graf Schwerin gegen ein österreichisches Heer gewann. Die Stadt wurde, wie bis ins folgende Jahr 1742 das gesamte Schlesien, in diesem Ersten Schlesischen Krieg von Preußen erobert, wobei das Schloss durch Beschuss stark in Mitleidenschaft gezogen wurde. Das Piastenschloss, Wahrzeichen der alten Residenz, ging in Flammen auf und wurde anschließend ein Magazin. Die nüchterne Zweckmäßigkeit, die den preußischen Staat prägte, setzte sich auch in Brieg durch. Die Stadt wurde eine „fleißige Arbeiterin“ im preußischen Gesamtstaat, denn es wurden nun Kasernen, Magazine und Tuchfabriken gebaut. Sie trat hinter Oppeln und Breslau deutlich zurück; das einstmals „Illustre Gymnasium (Bregense)“ mit Hochschulverfassung wurde eine höhere Schule wie andere. Brieg wurde jedoch im Zeitraum von 1756 bis 1807 Regierungshauptstadt von Oberschlesien mit dem 'Oberlandesgericht von Oberschlesien' und zählte bis zu seiner Eroberung im Januar des Jahres 1807 durch bayerische und französische Truppen zu den stärksten Festungen in Ostdeutschland. Die Festungsanlagen wurden aber 1807 geschleift und es entstanden auf diesen Flächen später überwiegend Grün- und Parkanlagen.

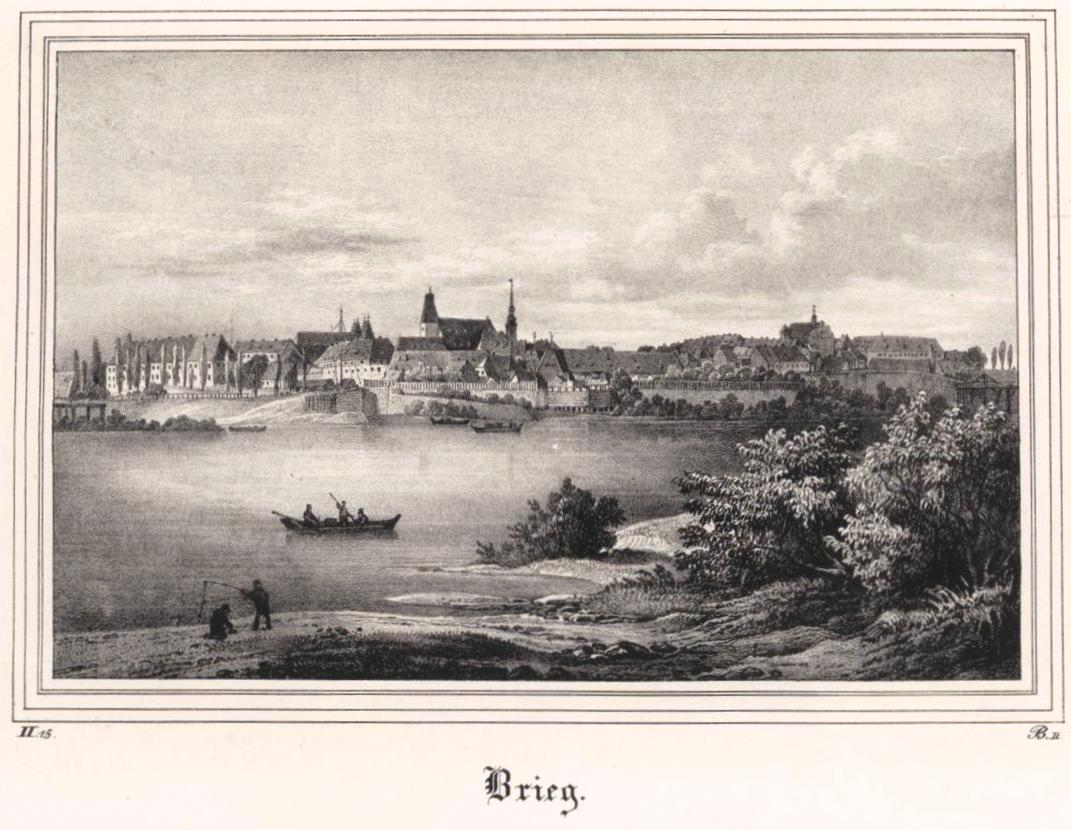
Brieg 1839, Lithographie von Heinrich Wilhelm Teichgräber

Von 1819 bis 1850 war Brieg Sitz des Oberbergamts und erlebte einen starken wirtschaftlichen Aufschwung durch den Bau der Eisenbahnen und dem Ausbau der Oder zu einer Großschifffahrtsstraße.
Bereits 1842 fuhr der erste Zug auf der neueröffneten Bahnstrecke nach Breslau, die heute als die älteste Bahnstrecke Polens gilt. Es folgten die Strecken nach Oppeln, Neisse und Wansen.
Die Einwohnerzahl stieg von 4.406 im Jahre 1757 auf 27.486 im Jahr 1905.
Im Jahr 1907 wurde Brieg Stadtkreis. In der Stadt verblieb weiterhin auch die Verwaltung des Landkreises Brieg. Trotz der bedeutenden in den Außenbezirken der Stadt angesiedelten Industrie – Maschinen, Leder, Papierwaren, Zucker, Zuckerwaren (z. B. Schokoladenfabrik Piasten von Anton Hofmann, gegr. 1923) – war Brieg dank der Promenaden, der Gärten und des Stadtparks eine Gartenstadt und auch eine Stadt der Schulen.

### Zweiter Weltkrieg und Kriegsende
Im Jahr 1939 zählte die Stadt 31.419 Einwohner (74 Prozent davon waren evangelisch). Im Zweiten Weltkrieg wurde in Brieg ein Außenlager des KZ Groß-Rosen errichtet.
Am 6. Februar 1945 wurde Brieg – nach tagelangen Kämpfen zur Hälfte zerstört – von sowjetischen Truppen erobert und besetzt. Nach Kriegsende wurde die Stadt unter polnische Verwaltung gestellt. Die deutschen Bewohner wurden zwischen 1945 und 1947 größtenteils von der örtlichen polnischen Verwaltungsbehörde vertrieben und durch Polen ersetzt.
Vorübergehend zur Woiwodschaft Breslau zugeordnet, kam Brieg 1950 in die Woiwodschaft Opole. Brieg hatte 1961 25.342 meist aus Zwangsausgesiedelte aus Ostpolen, überwiegend katholische Einwohner und 1970 mehr als 30.000 Einwohner.

### Demographie
| Jahr | Einwohner | Anmerkungen |
| ---- | --------- | --- |
| 1816 | 8961      | Kreisstadt, mit zwei Mutterkirchen |
| 1825 | 9992      | davon 2670 Katholiken und 417 Juden |
| 1875 | 16.438    | [ 10 ] |
| 1880 | 17.508    | [ 10 ] |
| 1885 | 18.899    | [ 10 ] |
| 1890 | 20.154    | davon 12.595 Evangelische, 7187 Katholiken und 357 Juden |
| 1900 | 24.090    | mit der Garnison (zwei Infanterieregimenter Nr. 156 und 157), darunter 7722 Katholiken und 338 Juden; Stadt mit zwei evangelischen Kirchen (darunter die Nikolaikirche aus dem 13. Jahrhundert) und zwei katholischen Kirchen, einer Synagoge, dem Schloss der Piasten, einem Gymnasium, einer Landwirtschaftsschule, einem evangelischen Schullehrerseminar, dem Landgericht (Neubau von 1901), einem Amtsgericht, Fabriken für Maschinen und andere Produkte, einer Bierbrauerei, Mahlmühlen und lebhaftem Handel |
| 1910 | 29.095    | davon 19.418 Evangelische, 9110 Katholiken und 282 Juden |
| 1935 | 27.344    | davon 19.259 Evangelische, 7496 Katholiken, 18 sonstige Christen und 271 Juden |
| 1933 | 29.816    | davon 21.120 Evangelische, 7919 Katholiken, neun sonstige Christen und 255 Juden |
| 1939 | 29.580    | davon 20.708 Evangelische, 8044 Katholiken, 58 sonstige Christen und 125 Juden |

## Religion

### Die evangelischen Kirchen vor dem Zweiten Weltkrieg

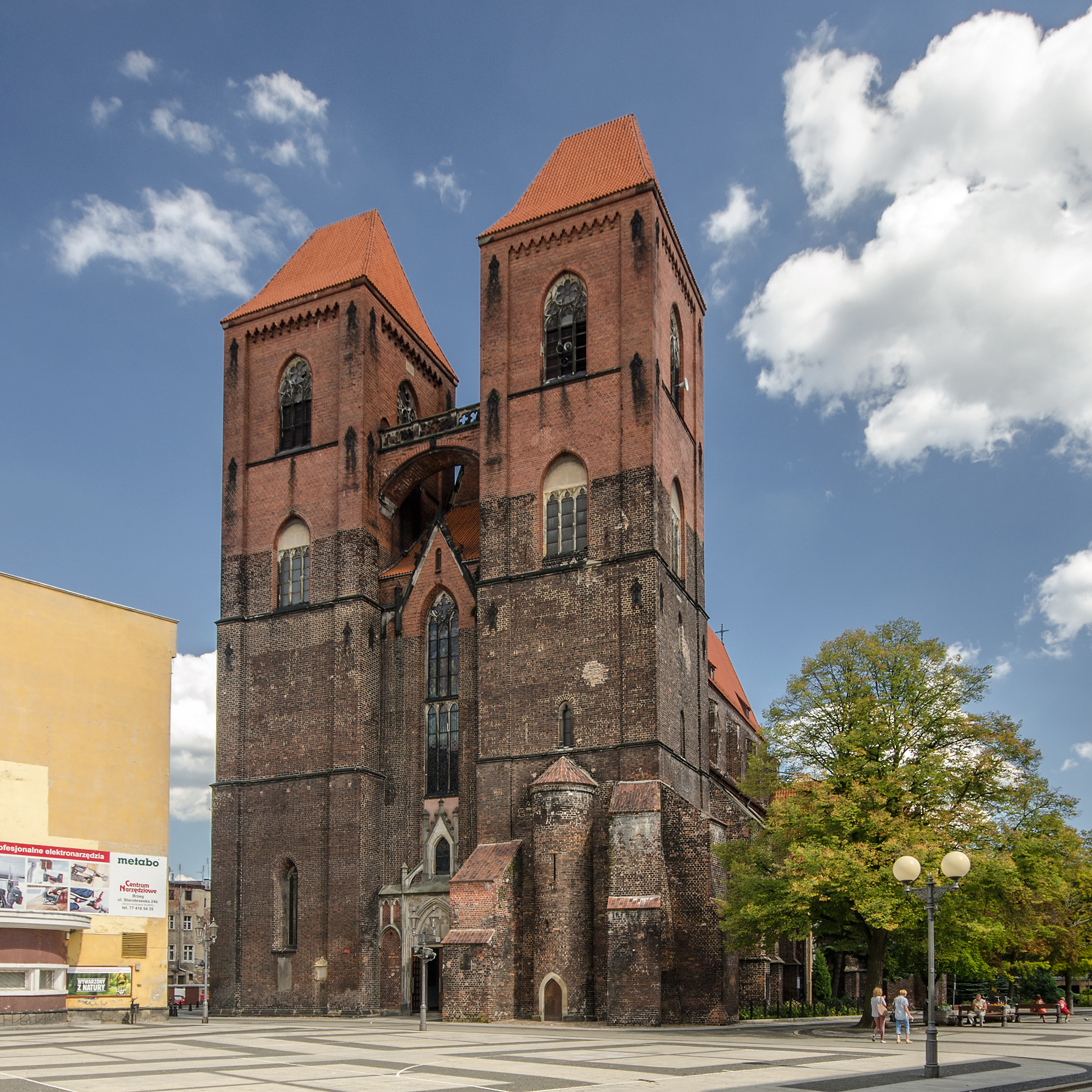
Kirche St. Nicolai

Zur evangelischen Kirche hatte die Stadt Brieg enge Beziehungen. Sie übte das Patronat nicht nur über die evangelische Kirche der Stadt, sondern als einstige Gutsherrin auch über die Kirchen der ehemaligen Kämmereidörfer Leubusch, Gierdorf-Kreisewitz (hier gemeinsam mit dem Grafen Pfeil) und Böhmischdorf aus. Als Kirchenpatron hatte die Stadt nach Anhörung der Kirchengemeinde die Pfarrer zu berufen und sich andererseits an den Kosten der Unterhaltung von Kirche und Pfarrhaus zu beteiligen, und zwar in der Stadt zu einem Drittel und in den Dörfern zu zwei Dritteln. Die Stadt hatte damit auch Sitz und Stimme im Gemeindekirchenrat.
Kirchenrechtlich war Brieg in zwei evangelische Kirchengemeinden aufgeteilt, nämlich in die evangelisch-reformierte Stadtpfarrgemeinde St. Nikolai und in die evangelisch-lutherische Gemeinde St. Lukas auf der Logaustraße. Die Nikolai-Kirche war auf der Lange Straße gelegen.

#### Die evangelische Stadtpfarrkirche St. Nikolai
Sie wurde in den Jahren 1370 bis 1417 im gotischen Stil als Basilika erbaut. Das verhältnismäßig schmale Mittelschiff überragt die beiden Seitenschiffe und empfängt durch die mit spätgotischem Maßwerk gezierten Fenster von oben her ihr Licht. Zwei mächtige Türme recken ihre hochgeführten Helme in eine Höhe von 75 Metern; sie wurden erst 1885 errichtet. Das Hauptschiff war 29 Meter hoch.
Die nachreformatorische Zeit hatte die mittelalterliche Messopferkirche durch Aufstellung kunstvoll geschnitzter Stühle und durch Einbau von Emporen in eine evangelische Predigtkirche umgebaut. Der schönste Schmuck der Kirche ist die Orgel. Sie wurde 1724 bis 1730 durch Michael Engler aus Breslau erbaut. Sie gehört zu den schönsten, musikgeschichtlich bedeutendsten Werken Deutschlands und ist noch eine der wenigen Bach-Orgeln.

#### Die evangelisch-lutherische Sankt-Lukas-Kirche
Die Kirche wurde im Jahr 1897 auf Grund einer Generalkonzession König Friedrich Wilhelms IV. für die von der preußischen Landeskirche sich getrennt haltenden Lutheraner erbaut.
Die Gemeinde bestand schon seit dem Jahr 1830; zu ihr gehörten zuletzt ca. 650 Seelen. Sie beschränkte sich nicht auf das Stadtgebiet von Brieg, sondern umfasste auch die Brieger Kreisdörfer und die Städte Neisse und Neustadt.

### Katholische Kirche vor dem Zweiten Weltkrieg

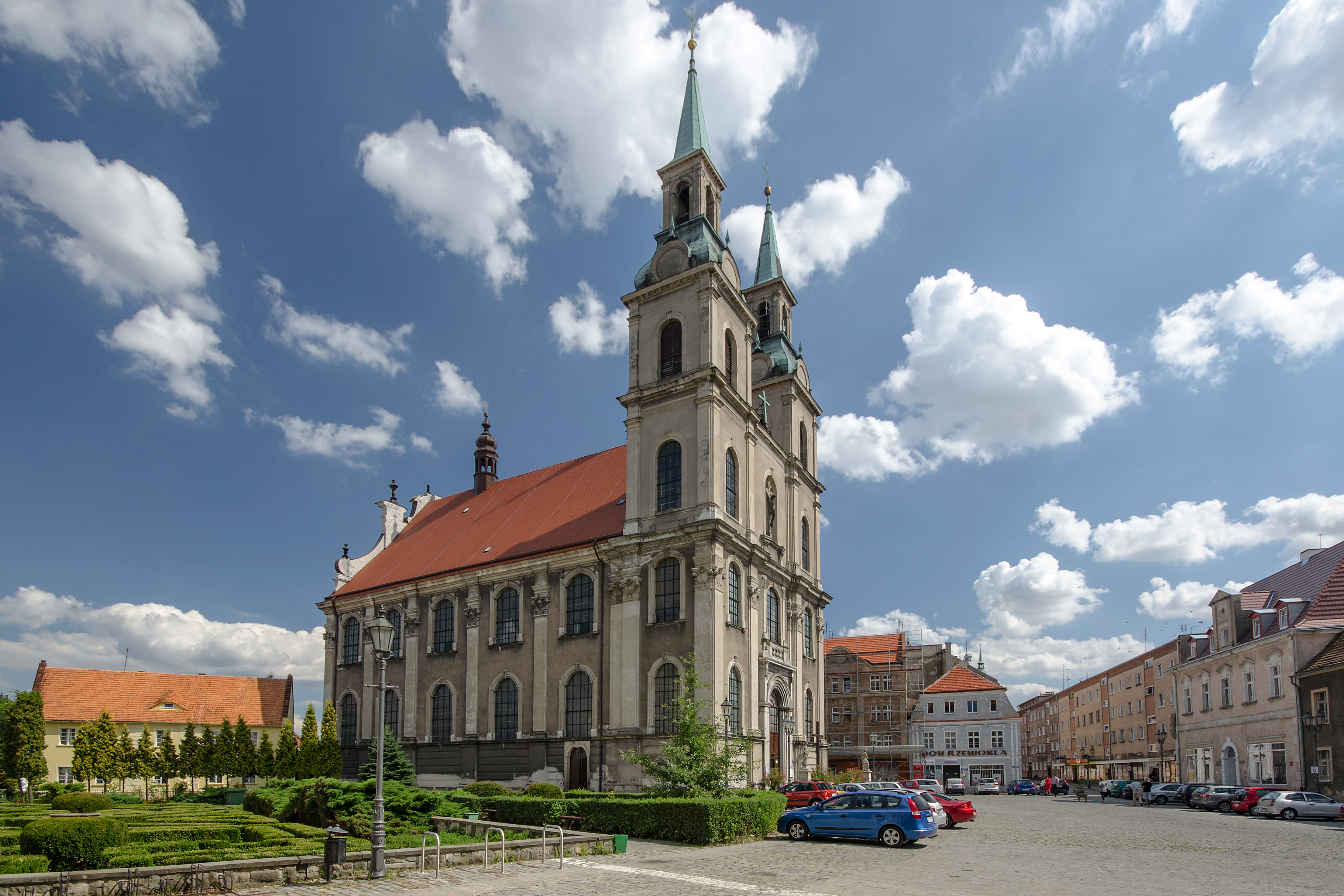
Kirche Zum Heiligen Kreuz

Zum Territorium der katholischen Stadtpfarrgemeinde Brieg gehörten der gesamte Stadtkreis Brieg, ferner 15 Dorfgemeinden bzw. Gutsbezirke, nämlich Briesen, Grabendorf, Giersdorf, Gross Neudorf, Grüningen, Hermsdorf, Kreisewitz, Linden, Neu-Briesen, Pampitz, Paulau, Rathau, Rothaus, Schreibendorf und Schüsselndorf. Die Pfarrei Brieg gehörte zum Dekanat Brieg. Es hatte seinen Sitz in Löwen. Die Zahl der Gemeindemitglieder der Zivilgemeinde betrug 8500, davon wohnten ca. 7000 in der Stadt. Von der Gesamtbevölkerung waren etwa 23 % katholisch. Neben der Zivilgemeinde bestand auch noch eine sehr starke Standortgemeinde sowie eine kleine Gemeinde in der Strafanstalt. Im Gebiet der Stadtpfarrei lag eine ganze Anzahl von Kirchen und Kapellen. Die Stadtpfarrkirche „Zum Heiligen Kreuz“ war in den Jahren 1735 bis 1741 von den Jesuiten als Kollegkirche für den geplanten aber nicht verwirklichten Kollegbau im Barockstil erbaut worden. Sie wurde 1746 feierlich konsekriert und 1819 zur Stadtpfarrkirche erhoben. Die Türme wurden allerdings erst 1856 vollendet. Die Schlosskirche „Zur Heiligen Hedwig“ war die älteste Kirche der Stadt, aber in ihrer jetzigen Gestalt nur ein kleiner Rest der einst prächtigen Kollegiatstifts-Kirche, die im Jahre 1741 während der Belagerung durch die Preußen größtenteils zerstört wurde. Einige Jahrzehnte später wurde sie dann in ihrer jetzigen Gestalt wieder aufgebaut. Als besondere Kostbarkeit birgt sie neben der steinernen St.-Hedwigs-Plastik aus dem 14. Jahrhundert die Metall-Sarkophage der letzten Piasten-Herzöge aus dem 17. Jahrhundert.

### Jüdische Gemeinde bis 1945

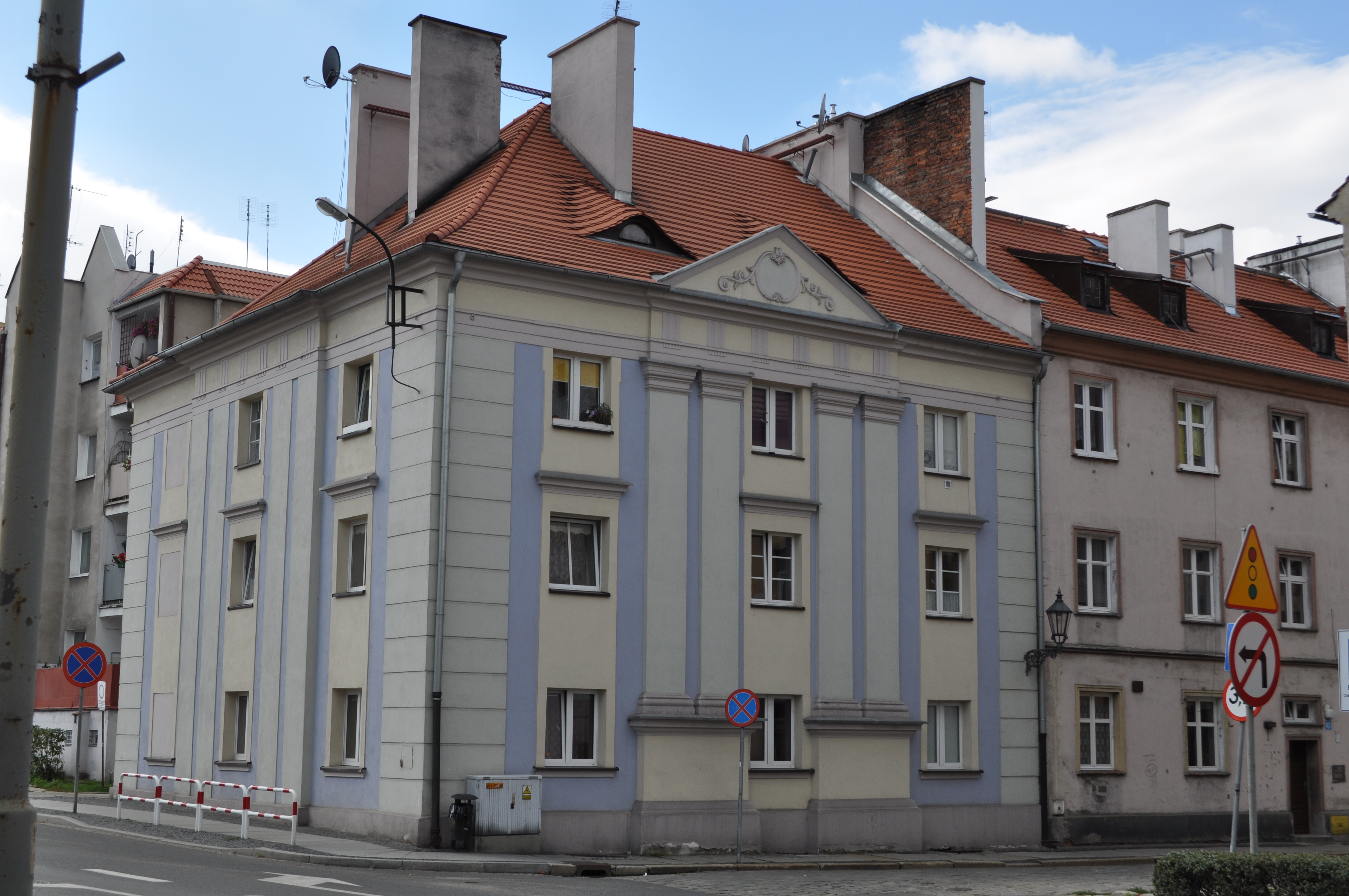
Das ehemalige Synagogengebäude in Brzeg

In Brieg gab es seit 1799 eine Synagoge und seit 1816 einen Rabbiner. Die Gemeinde war nicht groß, ihre größte Zahl erreichte sie mit 417 Köpfen wohl im Jahre 1825. Im Jahre 1933 zählte die jüdische Gemeinde in Brieg 255 Köpfe. Die Lage der Juden wurde unter dem Regime der Nationalsozialisten von Jahr zu Jahr schwieriger, zumal nicht jeder die Möglichkeit hatte, das Land zu verlassen – was nicht selten unter Zurücklassung von Vermögen geschehen musste. 1938 zählte die jüdische Gemeinde in Brieg nur noch 160 Köpfe. Von diesen waren 60 Männer und neun Frauen erwerbstätig, darunter 37 Kaufleute, neun Angestellte, vier Handelsleute, je drei Vieh- und Pferdehändler, Gastwirte und Verkäufer, je zwei Schnittwarenhändler und Makler. Nachdem sie zunächst von der Teilnahme an den Reifeprüfungen ausgeschlossen worden waren, wurde ihnen später sogar der Besuch der höheren Schulen überhaupt untersagt. Das „Frontkämpferprivileg“ schützte zunächst jüdische Lehrer und Beamte, die am Ersten Weltkrieg teilgenommen hatten und in zwei Schlachten nachweislich mitgekämpft hatten. Später wurden alle Beamten ausnahmslos entlassen und ihnen auch ihre wirtschaftliche Tätigkeit beschnitten. Dem anfänglichen Boykott jüdischer Geschäfte folgten schließlich die Enteignung ihrer Unternehmen und die sogenannte „Reichskristallnacht“ vom 9. November 1938. Dass nach Verlassen der Wohnung zur Kenntlichmachung ein „Judenstern“ zu tragen war, kam einer Ächtung gleich. Auch in Brieg wurde die Inneneinrichtung der Synagoge zerstört und fanden Übergriffe auf das Eigentum jüdischer Bürger statt, doch blieb es bei Sachschäden. Nach 1945 wurde in Brieg keine jüdische Gemeinde mehr wiedergegründet.

## Kulturelle Einrichtungen vor dem Zweiten Weltkrieg

### Stadttheater
Ein altes Kloster wandelten um das Jahr 1822 die Brieger Stadtväter in ein Stadttheater um. Dieses Stadttheater hatte 500 Sitzplätze und war eine Pflegestätte deutscher Spielkunst, des Lustspiels und der Operette. Es wurde von der „Schlesischen Landesbühne“ bespielt. Das Theater diente auch der Veranstaltung von Konzerten und zur Abhaltung wissenschaftlicher und künstlerischer Vorträge, Dichterlesungen und festlicher Veranstaltungen der verschiedensten Art.

### Musikpflege
Brieg war eine sangesfreudige Stadt. Der Grundstein dazu wurde schon in den verschiedenen Schulen gelegt. Die Schulen verfügten über eine verhältnismäßig große Anzahl an Lehrkräften, die die Fähigkeiten besaßen, einen guten Musikunterricht zu erteilen. Dieses rege Musikleben in den Schulen musste sich naturgemäß auf das allgemeine Musikleben der Stadt günstig auswirken. So bestanden zahlreiche Gesangvereine. Zeugnis von ihrer Arbeit legten die alljährlichen, auf beachtlichem Niveau stehenden Konzerte, sowie das gute Abschneiden auf Kreis- und Bezirkssängerfesten ab. Eine besondere Stellung nahm die Singakademie ein; pflegten die Gesangvereine hauptsächlich A-cappella-Gesang, so vermittelte die Singakademie bedeutende Vokalwerke mit Orchesterbegleitung.

### Sportstätten
Am Eingang des Stadtparks gab es ein schönes, geräumiges Stadion mit einer Kampfbahn, Spielfeldern und Tennisplätzen. Neben vielen Wettkämpfen fanden dort auch Reitturniere statt. Auch für die großen Volksfeste bot das Stadion den passenden Rahmen.
Dem Wassersport diente neben der Oder das neue Freibad im Süden der Stadt. Es war aus einem Baggerteich entstanden. Mit seiner Wasserfläche von 23 Morgen bot es dem Wassersport alle Möglichkeiten. Der breite Sandstrand und die ausgedehnten Liegewiesen konnten an schönen Sommertagen die Masse der Erholungssuchenden kaum fassen.
Neben dem Stadion standen den Schulen und Sportvereinen auch noch fünf städtische Turnhallen an der Bergelpromenade, im Lyzeum, in der neuen Volksschule sowie im Gymnasium und in der Piastenschule zur Verfügung.

## Industrie, Gewerbe und Banken vor dem Zweiten Weltkrieg

### Industriebetriebe
Brieg besaß vor dem Zweiten Weltkrieg im Verhältnis zu seiner Einwohnerzahl und seiner räumlichen Ausdehnung eine stattliche Anzahl größerer Industriebetriebe. In Zeiten wirtschaftlicher Konjunktur bestimmten diese Betriebe weitgehend das Wirtschaftsleben der Stadt. Beispiele dafür sind:

#### Zuckerfabrik Neugebauer
Diese an der Schönauerstraße gelegene Fabrik wurde bereits im Jahre 1876 gegründet und ein Jahr darauf von den Gebrüdern Neugebauer erworben. Die zur Verarbeitung gelangenden Rüben kamen aus den Kreisen Brieg, Strehlen, Breslau, Ohlau und Grottkau. Im Jahre 1944 wurden noch drei Millionen Zentner Zuckerrüben verarbeitet und 450.000 Zentner Rohzucker daraus gewonnen. 220.000 Zentner Trockenschnitzel und 50.000 Zentner Melasse wurden ebenfalls hergestellt.

#### Geschäftsbücherfabrik W. Loewenthal A. G.
Dieses Unternehmen wurde 1879 durch den 1922 verstorbenen Stadtältesten Wilhelm Loewenthal und seinem Bruder Louis zur Herstellung von Notiz- und Geschäftsbüchern gegründet. Nach kleinen Anfängen gab es seit 1886 auf eigenem Grundstück am Güterbahnhof eine mächtige Fabrikanlage.
Grundstücksgröße: 30.000 m². Der Betrieb arbeitete seit 1924 mit 20 Buchdruckschnellpressen größten Formats, vielen modernen Liniermaschinen, Heftmaschinen, Schneidemaschinen. Gesamtzahl der Maschinen: 400. Hergestellt wurden Geschäftsbücher, Notizbücher und Drucksachen aller Art. Außerdem wurden Alben, Geldtaschen, Schreibunterlagen, Ordnungsmappen und andere Galanteriewaren produziert. Es gab eine große Exportabteilung und Auslandsvertretungen in vielen Ländern.

#### Maschinenfabrik Pzillas
Bereits im Jahre 1862 wurde durch den Brieger Ingenieur Robert Pzillas auf dem Gebiet des alten Brieger Hochgerichts an der Oder diese Maschinenfabrik mit Eisengießerei, Kesselschmiede usw. errichtet. Sie wurde später zu einer modernen Schiffswerft mit Schiffbau erweitert. Bis zu 200 Schiffe konnten jährlich repariert werden. Daneben wurden Aufträge für neue Bauten ausgeführt.

#### Maschinenfabrik Güttler & Co.
Die Maschinenfabrik lag auf der Logaustraße. Sie besaß auch eine Eisengießerei und eine Kesselschmiede zur Herstellung von Lokomobilen, Dampfmaschinen, Ziegelei- und Sägewerkmaschinen. Exportiert wurde in fast alle osteuropäischen Staaten, den Balkan und nach Übersee.

#### Lederfabrik F. W. Moll AG
Im Jahre 1811 wurde die Lederfabrik Moll gegründet. Sie ist stets im Familienbesitz geblieben. Der Betrieb war mit den modernen Maschinen ausgestattet und gehörte zu den größten seiner Art in Deutschland. Die Hauptfabrikation erstreckte sich auf Unterleder und Treibriemenleder.

#### Dachpappenfabrik – Chemische Werke AG Brieg
Kurz nach Ersten Weltkrieg erwarb Urban Roth die bereits im Jahre 1851 gegründete Brieger Dachpappenfabrik FALCH. Etwas später wurde eine Zweigstelle „Industriebedarf“ zum Vertrieb aller Bedarfsgüter für die Industrie (Öle, Fette, Gummischläuche) angegliedert. Im Jahre 1923 gründete Roth die Chemischen Werke AG Brieg. Dieses Unternehmen befasste sich hauptsächlich mit der Teerdestillation und der Herstellung von Bitumenemulsion sowie der Aufbereitung von Teer-Asphaltmischgut für den Straßenbau. Diesem Betrieb war eine schon damals namhafte Straßenbauabteilung angeschlossen, die als eine der ersten Firmen Schlesiens Schwarzdecken herstellte.

#### T. T. Heinze, Geschäftsbücherfabrik und Buchdruckerei
Die Firma wurde 1846 als Spezerei- und Papierwarengeschäft gegründet. 1885 erfolgte eine Wandlung von der Deckung des Ortsbedarfs zur Erschließung größerer Absatzgebiete in Schlesien, Sachsen und Berlin. Den eigentlichen Auftrieb erhielt die OHG durch den Umbau der Fertigungsart und die Verlegung der Fabrikation in betriebseigene Neubauten auf der Dreiankerstraße. Der Umbau zur Großfabrikation vollzog sich in knapp zehn Jahren von 1895 bis 1904. Das Wachstum der Firma dauerte fort, so dass sie bei einer Stammbelegschaft von mehr als 1200 die bedeutendste Geschäftsbücherfabrik des Deutschen Reiches war.

### Gewerbebetriebe
Einen Querschnitt durch das Wirtschaftsleben der Stadt aus dem Jahre 1934 ergeben folgende Zahlen der Handwerks- und Gewerbebetriebe:
| Anzahl | Bezeichnung                   |
| ------ | ----------------------------- |
| 02     | Likörfabriken                 |
| 02     | Masseusen                     |
| 02     | Zigarrenfabriken              |
| 03     | Geschäfte für Herrenartikel   |
| 03     | Pelzwarengeschäfte            |
| 04     | Apotheken                     |
| 04     | Destillationen                |
| 04     | Hut- und Mützengeschäfte      |
| 04     | Naturheilkundige              |
| 04     | Seifenhandlungen              |
| 04     | Weinstuben                    |
| 04     | Ziegeleien                    |
| 05     | Tierärzte                     |
| 06     | Installateure                 |
| 06     | Schlossereien                 |
| 06     | Schmiede                      |
| 07     | Friseusen                     |
| 08     | Fischhandlungen               |
| 08     | Konfektionsgeschäfte          |
| 08     | Modewarengeschäfte            |
| 09     | Dentisten                     |
| 09     | Drogerien                     |
| 09     | Konfitürengeschäfte           |
| 09     | Zahnärzte                     |
| 10     | Stellmachereien               |
| 11     | Sattlereien                   |
| 11     | Tapezierergeschäfte           |
| 12     | Putzgeschäfte                 |
| 13     | Klempner                      |
| 15     | Töpfer und Ofenbauer          |
| 17     | Schnittwarenhandlungen        |
| 19     | Kurz- und Weißwarengeschäfte  |
| 19     | Obst- und Gemüsehandlungen    |
| 19     | Schuhfabriken- und -geschäfte |
| 19     | Zigarrengeschäfte             |
| 23     | Malermeister                  |
| 24     | Ärzte                         |
| 33     | Wild- und Geflügelhandlungen  |
| 40     | Friseure                      |
| 44     | Fleischereien                 |
| 46     | Bäckereien                    |
| 47     | Schneiderbetriebe             |
| 48     | Schuhmachereien               |
| 54     | Schneiderinnen                |
| 64     | Gastwirtschaften              |
| 78     | Kolonialwarengeschäfte        |

### Geldinstitute
Ehemalige Banken und Sparkassen in der Stadt Brieg vor 1945:
- Reichsbank-Nebenstelle Brieg, Gartenstraße
- Zweigstelle Brieg der Dresdner Bank, Ring
- Bankverein Brieg, Mollwitzer Straße
- Bankhaus Eckersdorff & Co., Lange Straße
- Bankhaus Eichborn & Co., Lange Straße
- Kreissparkasse Brieg, Piastenstraße
- Stadtbank Brieg
- Stadtsparkasse Brieg

## Traditionelle Garnisonsstadt
Brieg war schon von jeher als Festung auch eine Garnisonsstadt. Vor dem Ersten Weltkrieg lagen die Infanterieregimenter 156 und 157 in Brieg. Ersteres wurde dann nach Oberschlesien verlegt. Mit dem Infanterieregiment 157 zog dessen letzter Friedenskommandeur, Exzellenz Tiede, in den Ersten Weltkrieg. Nach ihm sind die Kasernen an der Moltke-, Sedan-, Roon- und Bismarckstraße im Jahre 1938 benannt worden. Nach Beendigung des Krieges wurde aufgrund der Bestimmungen des Friedensvertrags von Versailles der Fliegerhorst in Grüningen abmontiert und zerstört.
Bis zum Jahre 1930 blieb die Stadt Brieg nach dem Ersten Weltkrieg ohne Garnison. Am 4. August dieses Jahres rückte dann die 5. Schwadron des Reiterregiments 8 aus Breslau/Carlowitz in Brieg ein. Weitere Schwadronen folgten aus Militsch und Oels in den folgenden Jahren. Die Tiede-Kasernen mussten zu diesem Zweck umgebaut werden. Pferdeställe, Reithallen, Reitplätze usw. waren neu zu schaffen. Berühmt geworden ist Rittmeister Freiherr von Wangenheim. Bei den Olympischen Spielen 1936 in Berlin verhalf er mit gebrochenem Schlüsselbein der deutschen Equipe zum Sieg und zur Goldmedaille.
Im Jahre 1933 wurde der Flugplatz bei Hermsdorf neu erbaut und ein großer Fliegerhorst errichtet. Belegt waren Flugplatz und Fliegerhorst mit der Fliegeraufklärungsgruppe 113.
Brieger Soldaten aller Dienstgrade und Dienstränge haben auf allen Kriegsschauplätzen zu Wasser, zu Lande und in der Luft gekämpft. Eine Rückkehr in die Heimat war nur wenigen für kurze Zeit beschert, die meisten sahen ihre alte Heimat und Garnisonstadt nicht wieder. Unzählige fielen oder wurden verwundet und Tausende teilten das Schicksal der anderen Vertriebenen.

## Der Wiederaufbau nach dem Zweiten Weltkrieg

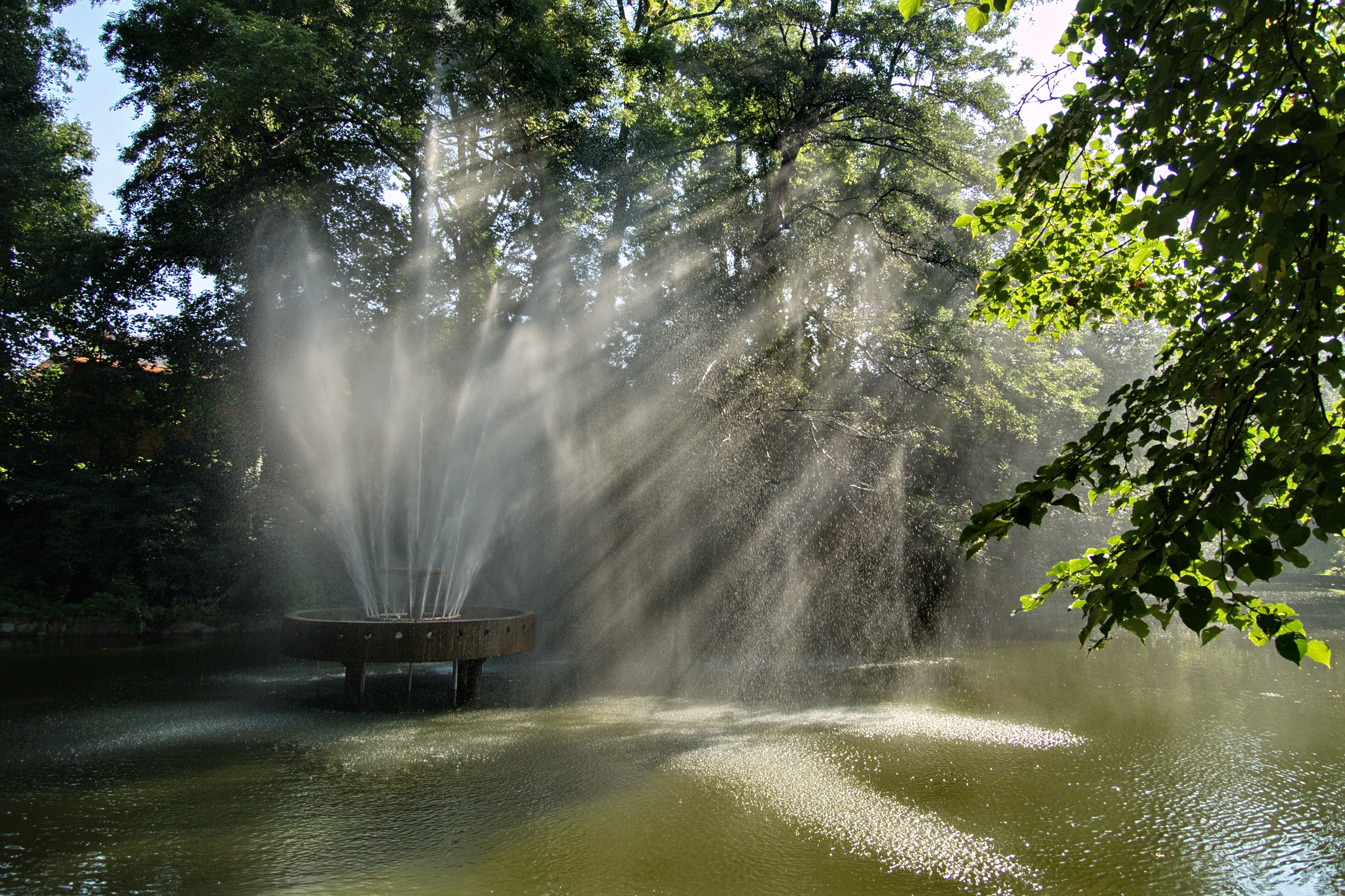
Fontäne im Stadtpark

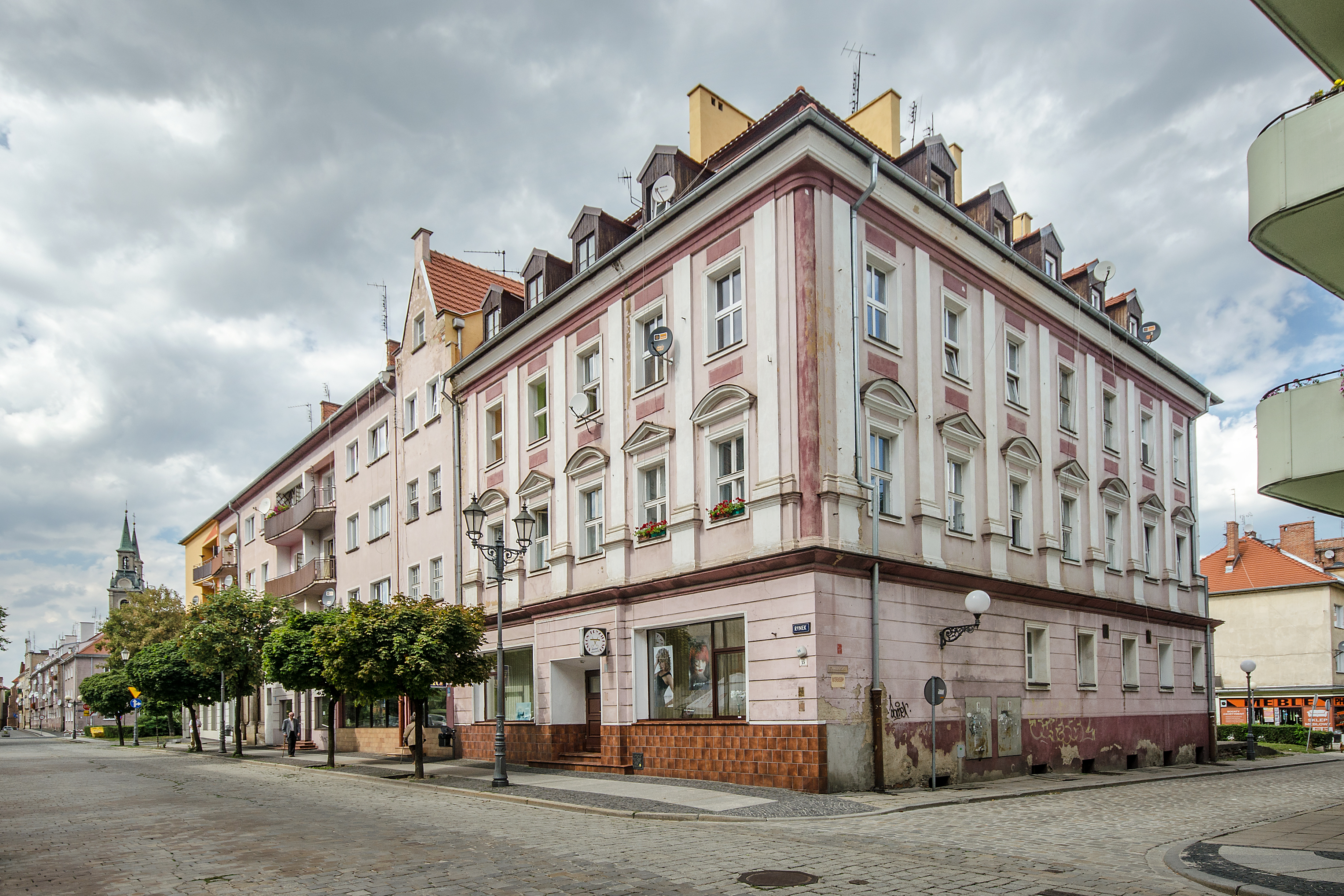
Die heutige Bebauung am Ring

Das durch den Angriff und die Belagerung im Februar 1945 schwer angeschlagene Brieg veränderte sich stark, besonders in der Innenstadt.
Die ersten Arbeiten nach Beendigung der Kampfhandlungen bestanden in der Instandsetzung der völlig zerstörten Versorgungsnetze und der Ingangsetzung lebenswichtiger Industrie-, Handels- und Handwerksbetriebe. Die Stadt musste wieder lebensfähig gemacht werden. Hinzu kam die ständig hereinströmende polnische Bevölkerung, der Arbeit und Brot gegeben werden musste.
Eine riesige Aufgabe war die Trümmerbeseitigung. Hierzu wurden in erster Linie die in Brieg verbliebenen Deutschen herangezogen, soweit sie nicht als „Spezialisten“ anderweitig benötigt wurden. An Wohnungsbau war zunächst gar nicht zu denken. Als erstes galt es, die weniger beschädigten Häuser wieder instand zu setzen und bewohnbar zu machen. Der Wohnungsbau begann relativ spät.
Entgegen der anfänglichen Absicht der polnischen Bauherren und anders als in Breslau und Oppeln, wo man sich bemühte, die alten Hausformen mit den schönen Giebeln wiederherzustellen, sind die infolge völliger Zerstörung neu errichteten Häuser an der Nord- und Südseite des Ringes und an einigen Straßen ganz modern, d. h. ohne krönende Giebel und mit neuzeitlichen Loggien und Balkonen und mit übergroßen Schaufenstern zur Ausführung gekommen. Neu war die kräftige farbige Behandlung der Häuserfronten. Die Ostseite des Rings ist unverändert erhalten. Die Nordseite wurde vollkommen neu bebaut und hat besonders komfortable Läden bekommen. Das einzige Haus dieser Ringseite, welchem man den malerischen alten Giebel wieder aufgesetzt hat, ist das ehemalige Süß-Haus, und zwar wohl deswegen, weil dieser Giebel der einzige in Brieg war, der Kennzeichen alter polnischer Architektur aufwies. Die Südseite des Ringes ist ebenfalls in modernen Formen und mit großen Geschäften wieder errichtet worden. Die alten Hinter- und Lagerhäuser sind abgebrochen. Breite schöne Loggien schauen auf die ehemaligen finsteren Hinterhöfe. Die Ring-Westseite ist völlig abgebrochen und als Grünplatz mit Springbrunnen und Sitzbänken angelegt worden. Das Rathaus steht noch in alter Schönheit da.
Auch die Straßen rings um den Ring sind stark verändert. So wurde die Längsseite des Stadttheaters freigelegt und konnte mit einem Eingang an der Seite architektonisch neu und ansprechend ausgebaut werden. Die Synagoge ist erhalten geblieben, dient aber als Wohnhaus. Am Stiftsplatz mussten die abgebrochenen Stiftshäuser einem großen Grünplatz weichen. So ist die südliche Seite des Schlossflügels in ganzer Länge sichtbar.
Als größter Neubau der Stadt nach 1945 ist das große, aus vielen Einzelgebäuden bestehende Krankenhaus zu nennen, welches das ganze Areal des alten Friedhofs einnimmt. Der alte katholische Friedhof an der Neuhäuserstraße ist aber noch in Benutzung, wobei allerdings eine große Anzahl deutscher Gräber ausgehoben und neu belegt worden ist.

## Sehenswürdigkeiten

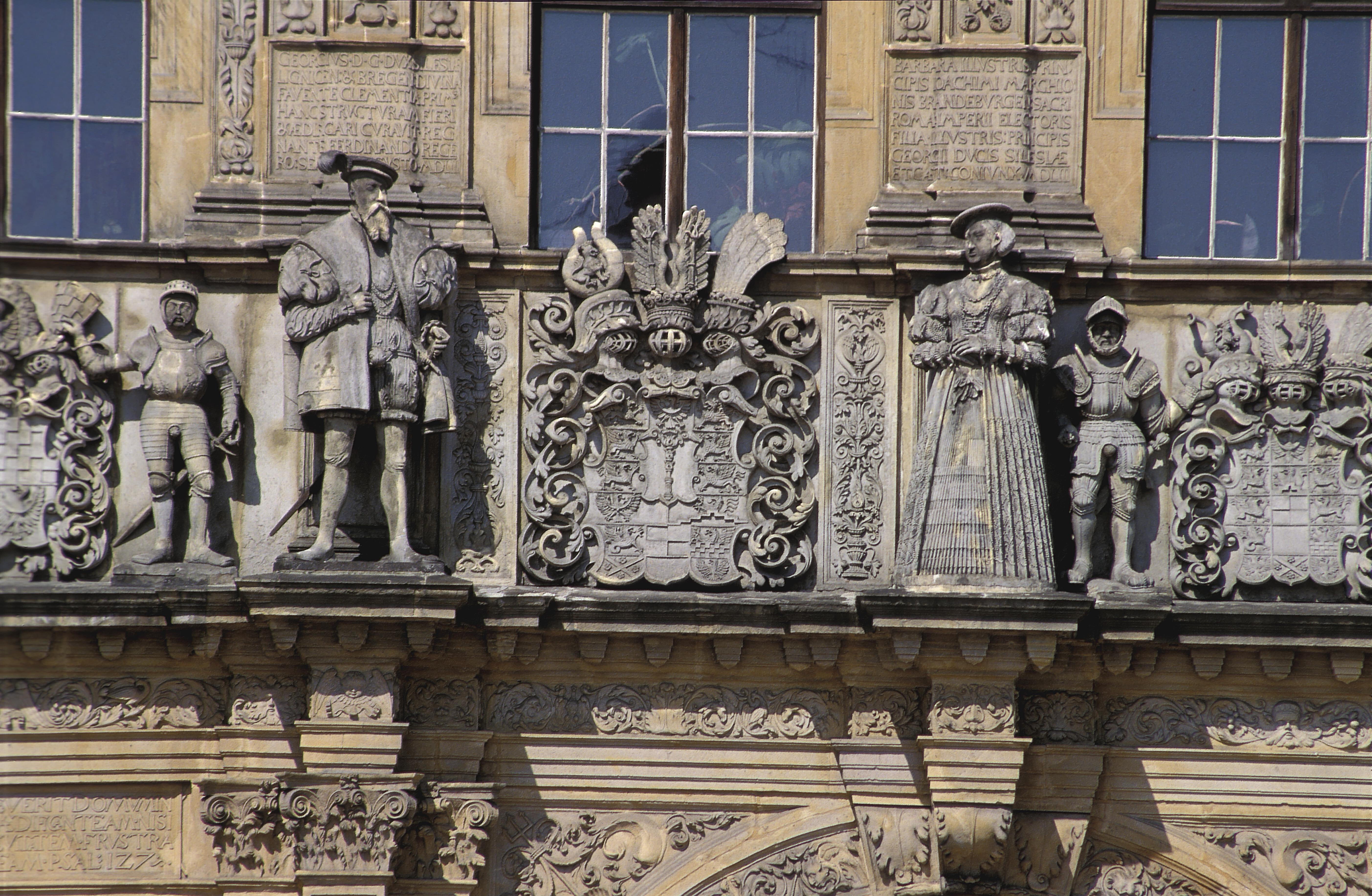
Teilansicht des Schlossportals

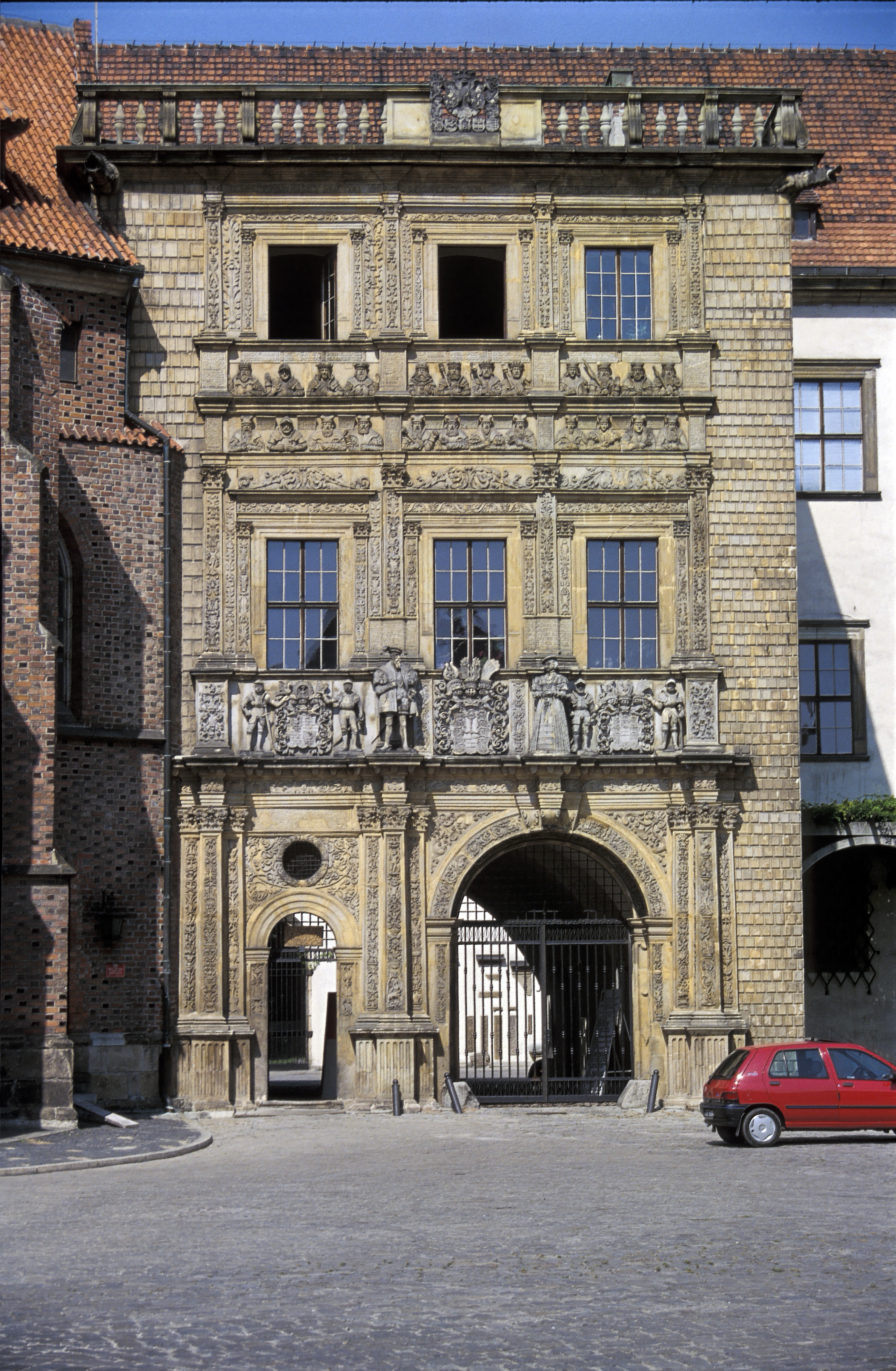
Das Renaissance-Schlossportal

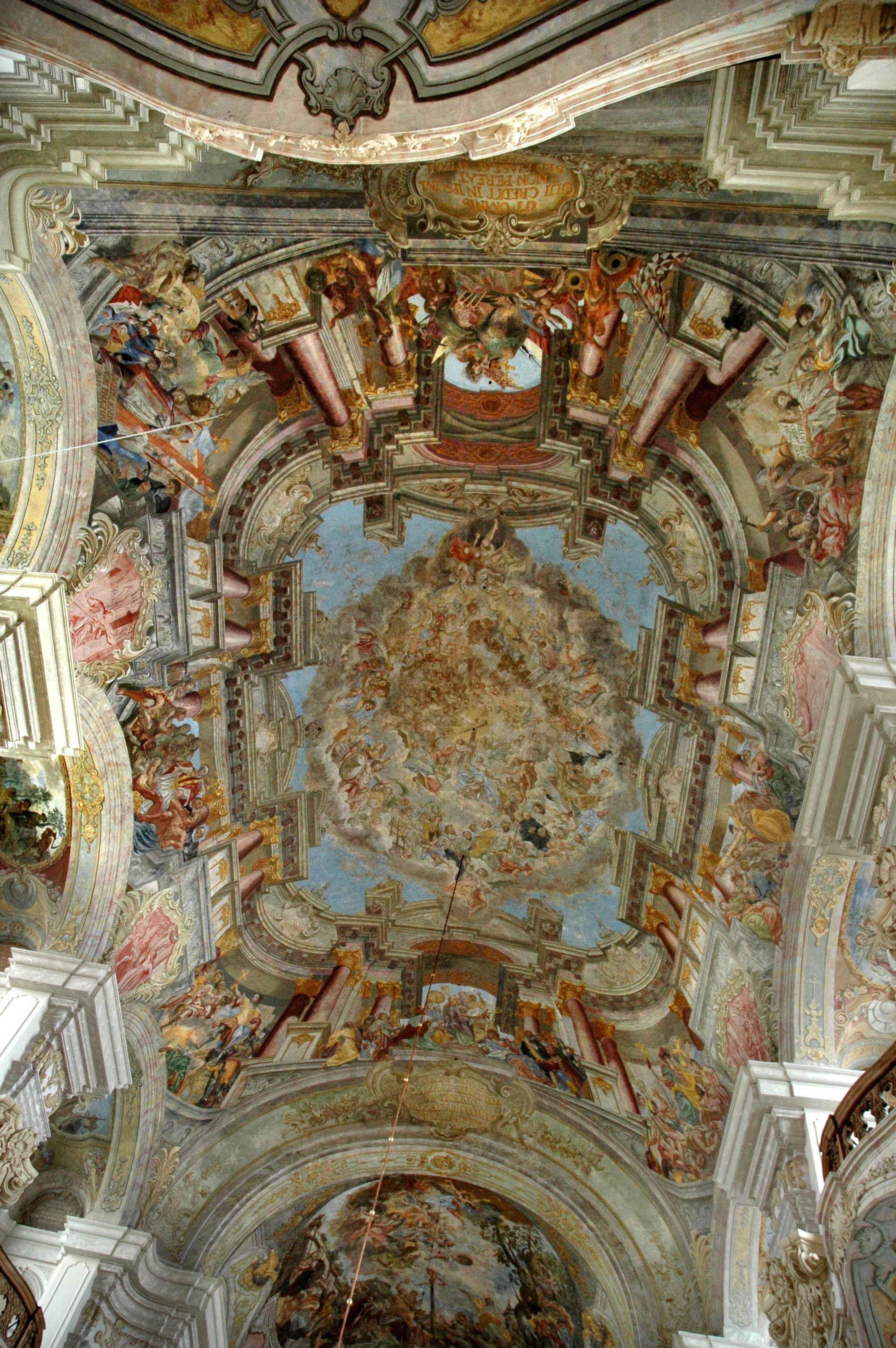
Deckenmalerei in der Kreuzkirche

### Piastenschloss
Das Piastenschloss, genannt schlesischer Wawel, wurde an der Stelle einer gotischen Burg erbaut. Seine heutige Form verdankt der Wawel dem Umbau im Renaissancestil der italienischen Architekten Jakub Pahr, Franz Pahr und Bernhard Niuron. Zerstört wurde er während der Belagerung 1741, wiederaufgebaut in den Jahren 1966–1990. Erhalten geblieben ist die reich verzierte Fassade des Torhauses, die zu den prachtvollsten Renaissance-Bauten in Mitteleuropa gezählt wird. Der Hof schließt rekonstruierte Drei-Etagen-Kreuzgänge ein. Im Erdgeschoss der Ostseite sind einige Säle erhalten geblieben. Das Gebäude beherbergt das Piastenmuseum. Die Geschichte der Stadt und der schlesischen Piastenlinie sowie schlesische Bildhauerkunst und Malerei vom 15. bis zum 18. Jahrhundert werden ausgestellt (Sammlung des Nationalmuseums in Breslau). Darunter befinden sich Gemälde des berühmten schlesischen Malers der Barockzeit Michael Willmann. Die Sammlung des Museums umfasst auch die Särge der Liegnitz-Wohlau-Brieger Fürsten und den in der Mleczna-Straße ausgegrabenen Jägerbogen (14. Jahrhundert), der als einziges in Polen erhalten gebliebenes Exemplar einer derartigen Waffe gilt.

### St.-Hedwig-Schlosskirche
Chor der ehemaligen im 14. Jahrhundert errichteten und im 16. Jahrhundert zum Mausoleum der Liegnitz-Brieg-Wohlauer Piastenlinie umgebauten ehemaligen Stiftskirche. Auf die Zerstörung der Kirche, Stiftskirche und umliegenden Bauten im Jahr 1741 folgte 1783 der weitere Umbau. Der Schlossaufbau im 20. Jahrhundert vollzog sich im Rahmen der Regotisierung. In der Kirchengruft blieben 22 Kupfer- und Zinksärge mit sterblichen Überresten der Piasten von der Linie Liegnitz-Brieg-Wohlau erhalten. Besonders die aus dem 16. und 17. Jahrhundert stammenden Särge werden als sepulkrale Kunst hochgeschätzt. Sie werden im Museum ausgestellt.

### Nikolaikirche
Gotische, dreischiffige, in den Jahren 1370 bis 1417 an der Stelle der damaligen Pfarrkirche errichtete Basilika. 1884/85 erhöhte man die Türme und baute die Kirchenvorhallen um. Die 1945 zerstörte Kirche baute man in den 1960er Jahren wieder auf. Kennzeichnend für sie ist eines der höchsten Hauptschiffe Schlesiens (etwa 30 m). Vom alten reich ausgestatteten Innenraum blieben bürgerliche Gedenktafeln (von der Renaissance bis zum Barock) erhalten. Im Chor befindet sich das gotische, im Jahr 1500 entstandene Triptychon (Flügelaltar). Während des Wiederaufbaus entdeckte man in der Sakristei gotische Polychromie, deren Entstehungszeit auf 1418 bis 1428 datiert wird. In der Nikolaikirche nimmt der Wanderweg der mittelalterlichen Polychromie (blaue Markierung) seinen Anfang. Den Chor wie auch die Räume hinter der Orgel und in den Seitenschiffen schmücken moderne Buntglasfenster.

### Kreuzerhöhungskirche
Kirche der Erhebung des Heiligen Kreuzes – einschiffige barocke Kirche, die an der Stelle des 1545 zerstörten dominikanischen Klosters und der zerstörten dominikanischen Kirche errichtet wurde. Die Idee zum Aufbau der Kirche am Ort des ehemaligen Gotteshauses stammt von den 1681 nach Brieg gezogenen Jesuiten. Den Aufbau der Kirche in Jahren 1734 bis 1739 führte man nach dem Entwurf von Józef Frisch durch. In Jahren 1739 bis 1745 verzierte der Jesuit Johannes Kuben den Innenraum der Kirche mit üppiger Monumentalmalerei. In den Jahren 1856 und 1857 erhöhte man die Kirchtürme nach dem Entwurf des Grafen von Wilczek, zusätzlich wurde die Fassade verputzt.

### Rathaus
Errichtet im Renaissancestil nach dem Entwurf von Jakob Pahr und Bernhard Niuron in den Jahren 1570 bis 1577, wieder aufgebaut an der Stelle des gotischen, 1569 abgebrannten Rathauses. Der Innenraum enthält den Großen Deckensaal mit Lärchendecke aus dem Jahre 1648 und auf der Nordseite den Frührokoko-Ratsherrensaal aus dem Jahre 1746. An der Südseite befindet sich das eingebaute Renaissance-Portal, das vom 1926 in der Zamkowa-Straße abgerissenen Altbau hierher verlegt wurde.

### Piastengymnasium
Das ehemalige Gymnasium „Illustre Bregense“, wurde in den Jahren 1564 bis 1569 von Jakob Pahr errichtet. 1741 wurde es zerstört, danach einige Male umgebaut. Nach der Zerstörung 1945 wurde es von 1963 bis 1967 wiederaufgebaut. Erhalten geblieben sind das im Renaissancestil errichtete gewölbte Tor und das Portal.

### Franziskanerkirche Petri und Pauli
Die erste Erwähnung der Klosterkirche der Franziskaner stammt aus dem Jahre 1285. Die Brüder des 1210 gegründeten Bettelordens gehörten zur Sächsischen Franziskanerprovinz (Saxonia). Ausgebaut wurde die Kirche bis 1338. Der Konvent wurde infolge der Reformation 1534 von Herzog Friedrich II. aufgehoben. In den nächsten Jahren diente die Kirche als Arsenal, seit 1930 als Lager. Im Innenraum blieb das Netzgewölbe des Hauptschiffes aus dem Jahre um 1500 erhalten. Der Kirchturm stürzte nach der Überschwemmung im Jahre 1997 ein.

### Dreifaltigkeitssäule
Gestiftet 1731 vom Baumeister der Kreuzkirche, Johann Christoph Melchior aus Neustadt, entworfen wahrscheinlich von Karl Schlein aus Neisse.

### Weitere Bauten

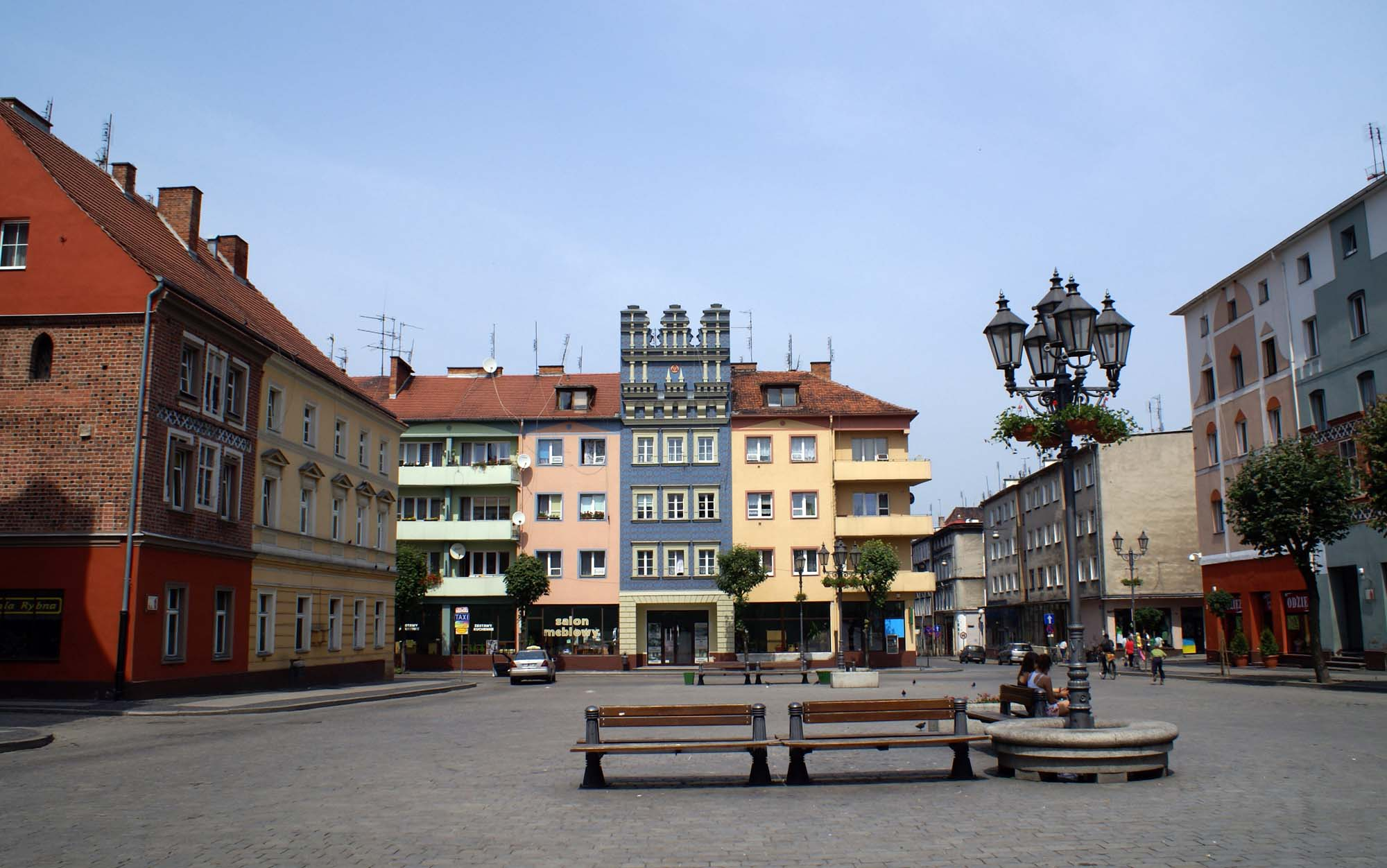
Der Ring in Brzeg

- Altbau Rynek 2 mit enthüllten gotischen Fragmenten
- Renaissance-Altbau ul. Chopina 4 aus dem Jahre 1597, restauriert in den Jahren 1883 und 1929
- im 18. Jahrhundert errichtete Altbau in der ul. Jabłkowa 5 und 7
- Oder-Stadttor, Fragment der ehemaligen im Renaissancestil errichteten Befestigungsanlage der Stadt, 1595 von Bernhard Niuron aufgebaut, 1895 in den Oderpark versetzt
- Das jüdische Kulturgut, Friedhof in der ul. Księdza Makarskiego sowie das Gebäude der ehemaligen Synagoge (Straßenecke ul. 3 Maja/ul. Długie)
- Stählerne Gitter-Brücke über die Oder aus dem Jahre 1891, versetzt nach Brieg 1954 aus Fordon bei Bydgoszcz

## Verkehr
Im Bahnhof Brzeg zweigt die Bahnstrecke Nysa–Brzeg von der Bahnstrecke Bytom–Wrocław ab. Die Bahnstrecke Brzeg–Łagiewniki Dzierżoniowskie wird nur noch einige Kilometer bis zum Flughafen genutzt.

## Persönlichkeiten

### Ehrenbürger
- Karl Friedrich Schönwälder (1805–1888), Gymnasialprofessor in Brieg, Heimatforscher und Sekretär der Oberlausitzischen Gesellschaft der Wissenschaften in Görlitz

## Politik

### Bürgermeister
An der Spitze der Stadtverwaltung steht die Bürgermeisterin. Derzeit ist dies Violetta Jaskólska-Palus. Die turnusmäßige Wahl im April 2024 führte zu folgendem Ergebnis:
- Jerzy Wrębiak (Prawo i Sprawiedliwość) 32,6 % der Stimmen
- Violetta Jaskólska-Palus (Wahlkomitee „Vereinigung für die Entwicklung des Brzeskier Gebietes“) 20,7 % der Stimmen
- Grzegorz Chrzanowski (Wahlkomitee „Verbindet uns mit Brzeg“) 18,8 % der Stimmen
- Waldemar Wysocki (Koalicja Obywatelska) 14,8 % der Stimmen
- Tomasz Kubiak (Polska 2050 / Polskie Stronnictwo Ludowe) 8,4 % der Stimmen
- Krzysztof Grabowiecky (Wahlkomitee Krzysztof Grabowiecky) 4,6 % der Stimmen

In der damit notwendigen Stichwahl konnte sich Jaskólska-Palus mit 58,i % der Stimmen gegen Amtsinhaber Wrębiak durchsetzen und wurde damit neue Bürgermeisterin.
Die turnusmäßige Wahl im Oktober 2018 führte zu folgendem Ergebnis:
- Jerzy Wrębiak (Prawo i Sprawiedliwość) 48,9 % der Stimmen
- Grzegorz Chrzanowski (Wahlkomitee „Nein zum Gefängnis – Ja zu Anschlüssen“) 29,0 % der Stimmen
- Jacek Niesłuchowski (Koalicja Obywatelska) 22,2 % der Stimmen

In der damit notwendigen Stichwahl konnte sich Wrębiak mit 53,1 % der Stimmen durchsetzen und wurde damit wiedergewählt.

### Stadtrat
Der Stadtrat besteht aus 21 Mitgliedern und wird von der Bevölkerung direkt in Einpersonenwahlkreisen gewählt. Die Stadtratswahl 20ku führte zu folgendem Ergebnis:
- Prawo i Sprawiedliwość (PiS) 31,1 % der Stimmen, 8 Sitze
- Koalicja Obywatelska (KO) 29,8 % der Stimmen, 8 Sitze
- Polska 2050 / Polskie Stronnictwo Ludowe (PL2050 / PSL) 14,3 % der Stimmen, 2 Sitze
- Wahlkomitee „Vereinigung für die Entwicklung des Brzeskier Gebietes“ 10,3 % der Stimmen, 2 Sitze
- Wahlkomitee „Verbindet uns mit Brzeg“ 9,8 % der Stimmen, 1 Sitz
- Wahlkomitee Krzysztof Grabowiecky 4,6 % der Stimmen, kein Sitz

Die Stadtratswahl 2018 führte zu folgendem Ergebnis:
- Prawo i Sprawiedliwość (PiS) 35,6 % der Stimmen, 8 Sitze
- Koalicja Obywatelska (KO) 31,1 % der Stimmen, 8 Sitze
- Wahlkomitee „Nein zum Gefängnis – Ja zu Anschlüssen“ 15,9 % der Stimmen, 4 Sitze
- Wahlkomitee „Vereinigung für die Entwicklung des Brzeskier Gebietes“ 12,8 % der Stimmen, 1 Sitz
- Porozumienie Jarosław Gowin 4,5 % der Stimmen, kein Sitz

### Städtepartnerschaften
- Von der deutschen Stadt Goslar wurde 1950 für die aus Brieg vertriebenen Deutschen eine Patenschaft übernommen. Diese wurde am 7. Mai 2000 in eine Partnerschaft umgewandelt.
- Seit 1989 besteht eine Städtepartnerschaft mit der deutschen Stadt Eckernförde.
- seit dem 21. März 2002 mit der tschechischen Stadt Beroun
- seit 2006 mit der französischen Stadt Bourg-en-Bresse